# Weingut Heinrich Vollmer
Das Weingut Heinrich Vollmer ist ein deutsches Weingut in Ellerstadt im Weinbaugebiet Pfalz.

## Geschichte
Heinrich Vollmer (* 1948) stammt aus dem Badischen Durbach und war als Zweitgeborener für die Übernahme des väterlichen Hofs vorgesehen, auf dem unter anderem auch Weinbau betrieben wurde. Bereits im Alter von acht Jahren wurde Heinrich Vollmer an das Winzerhandwerk herangeführt. Mit 15 Jahren nahm er am Austauschprogramm des DFJ (Deutsch-Französisches Jugendwerk) teil und arbeitete vier Jahre lang als Volontär auf dem Weingut Bouchard Père et Fils in Montrachet im französischen Burgund.
Nach seiner Rückkehr 1968 kam es zu Unstimmigkeiten mit seinem Vater über die weitere Betriebsführung und Heinrich Vollmer zog in die Pfalz. Dort erwarb er 1972 ein erbenloses Weingut in Ellerstadt und baute dieses in wenigen Jahren zu einem der größten deutschen Weingüter aus.  Im Frühjahr 1987 wurde Vollmer von dem Amtsgericht Neustadt an der Weinstraße zu 72 Tagen Haft oder 72 Tagessätzen zu je 100 Mark und der sofortigen Entfernung der Cabernet-Sauvignon-Reben verurteilt. Der Anbau dieser Rebsorte war damals in Deutschland noch nicht erlaubt. Die Anklage wurde in einer zweiten Verhandlung fallen gelassen. Auf Heinrich Vollmers Grundstück entstand daraufhin die 1. deutsche Versuchsanlage für Cabernet Sauvignon in Zusammenarbeit mit der Landesforschungsanstalt Rheinland-Pfalz. Die entfernten Cabernet Sauvignon-Reben stehen heute in Ertrag auf der Bodega Enrique Vollmer, dem argentinischen Weingut Vollmers im Valle de Uco bei Mendoza in Argentinien.
Im Keller des Gutes werden jährlich rund 450.000 Liter Weißweine sowie 450.000 Liter Rotweine ausgebaut. Zum Kundenstamm Vollmers zählen private Weinkenner gleichermaßen wie Weinhandel, Gastronomie, Einzelhandel (Rewe, Tengelmann, Edeka) und Fluggesellschaften (Deutsche Lufthansa, Condor).
Seit 1987 betreibt Heinrich Vollmer ebenfalls ein Weingut in Argentinien, die Bodega Enrique Vollmer.

## Rebsorten und Weinlagen
Aufgrund seiner französisch geprägten Winzer-Ausbildung zählen französische Rebsorten seit Beginn zu Heinrich Vollmers Spezialitäten. Dazu zählen Cabernet Sauvignon, Saint Laurent, Weißburgunder, Grauburgunder, Spätburgunder, Sauvignon Blanc, Chardonnay und Auxerrois. Aber auch die heimischen Sorten Riesling, Dornfelder und Portugieser werden angebaut. Das Weingut setzt traditionell auf selektive Lese und schonende Verarbeitung der Trauben. Der Ausbau der Weißweine erfolgt in modernen Edelstahltanks, während die Rotweine traditionell auf der Maische vergoren und in Holzfässern ausgebaut werden. Die „großen Weine“ reifen bis zu 18 Monate in Barrique-Fässern im Keller des Ellerstadter Gutes.
Das Weingut Heinrich Vollmer verfügt derzeit über 104 Hektar Weinberge rund um Ellerstadt/Pfalz in den Lagen Dürkheimer Feuerberg, Deidesheimer Hofstück, Ellerstadter Bubeneck und Ellerstadter Kirchenstück. Diese befinden sich zum Teil im Besitz des Weinguts und werden zum anderen Teil von einer eigens dafür gegründeten Erzeugergemeinschaft gepachtet.

## Auszeichnungen
Seit Gründung des Weinguts Heinrich Vollmer wurden zahlreiche Auszeichnungen erworben, darunter für den  2009er ALTUM Cabernet Sauvignon trocken Barrique die Gold--Landesweinprämierung und für den 2010er Grauburgunder trocken die  Gold-DLG-Prämierung.